# Маркос Вафиадис
Маркос Вафиадис (на гръцки: Μάρκος Βαφειάδης; 28 януари 1906 г. в Ерзурум, Османската империя – 22 февруари 1992 г. в Атина, Гърция) е виден деец на Комунистическата партия на Гърция (КПГ) по време на Гражданската война в Гърция, партизански генерал. Семейството му е родом от остров Хиос.

## Довоенен живот
След обмена на население между Гърция и Турция през 1923 г., Вафиадис попада последователно в Солун и Кавала като бежанец. От 1928 г. работи в Солун и става член на Лигата на комунистическата младеж на Гърция (OKNE). През 1932 г. за политическата си дейност е хвърлен в затвора и интерниран. След освобождението през октомври 1933 г. е като партиен инструктор в много райони на Гърция.
В началото на диктатурата на генерал Йоанис Метаксас (т.нар. Режим от 4 август) Вафиадис е заточен отново, този път на остров Агиос Евстратиос, но успява да избяга след по-малко от месец. По-късно работи в нелегалната организация в Крит и е сред лидерите на бунта в Ханя срещу диктаторския режим от 28 юли 1938 г. След потискане на въстанието Вафиадис отива в Атина, където е арестуван и хвърлен в затвора в Акронафплия и е заточен на остров Гавдос.

## Военна дейност
Съпротива през ВСВ
През май 1941 година, в началото на нацистката окупация на Гърция, Вафиадис (заедно с други гръцки военнопленници) получава позволение да напусне Гавдос. Тогава започват нелегална работа срещу германските окупатори – първо в Крит, после в Атина, Солун и в цялата страна. През 1942 г. е избран за член на Централния комитет на КПГ и става ръководител на Македонското крило на Народно-освободителната армия на Гърция (ЕЛАС). През май 1944 г. е избран за представител от Солун в националния конгрес, който се провежда в село Коришадес в Евритания, но не успява да присъства. През октомври 1944 г., след оттеглянето на германските войски, влиза в Солун със свои формирования.
Гражданска война
През ноември 1944 г. неговите войски освобождават Централна Македония и спасяват хиляди гръцки евреи от нацисткия режим. През февруари 1946 г., Маркос Вафиадис влиза в спор с Никос Захариадис, генерален секретар на ЦК на КПГ, който иска да създаде редовна комунистическата армия. Вафиадис смята, че въоръжените сили на гръцкото правителство са твърде силни и най-добрият вариант за КПГ е партизанската борба. През юли 1946 г. Захариадис го назначава за ръководител на комунистическите партизански формирования. През октомври 1946 година, когато е създадено генералното командване на Демократичната армия на Гърция (ДАГ), Вафиадис става негов ръководител. През декември 1947 г. е назначен за премиер и военен министър на Временното демократично правителство. В последния етап на Гражданската война несъгласието му със Захариадис по въпроси на военната доктрина води до отстраненяването на Вафиадис от ръководството (август 1948), а по-късно и от всички назначения (януари 1949).

## След войните
През октомври 1950 г. е изключен от Комунистическата партия, докато е в изгнание в Съветския съюз след разпадането на ДАГ.
След края на епохата на Сталин Маркос Вафиадис е възстановен в КПГ и е избран за член на Политбюро на Централния комитет на партията. Въпреки това нови разногласия с ръководството на партията довеждат до неговото отстраняване от поста през януари 1958 г. и до второто му изключване от КПГ през юни 1964 година. След партийното разцепване от 1968 г. така наречената Вътрешна КПГ (εσωτερικού) го възстановява като неин член.
През март 1983 г., след 33-годишна емиграция в СССР, се връща в Гърция и живее на остров Хиос, където по-късно публикува своите „Мемоари“. Вафиадис става политически поддръжник на Андреас Папандреу. Той е почетен член на гръцкия парламент от Общогръцкото социалистическо движение (ПАСОК) от ноември 1989 до април 1990 г.